# Geophilus claremontus
Geophilus claremontus är en mångfotingart som beskrevs av Chamberlin 1909. Geophilus claremontus ingår i släktet Geophilus och familjen storjordkrypare. Inga underarter finns listade i Catalogue of Life.